# Presidente Derqui (Buenos Aires)
Presidente Derqui es una ciudad argentina situada en el partido del Pilar, provincia de Buenos Aires. Tiene una población aproximada de 63.417 personas. Fundada por Antonio Toro, su nombre es en homenaje al presidente argentino Santiago Derqui.

## Estación Presidente Derqui

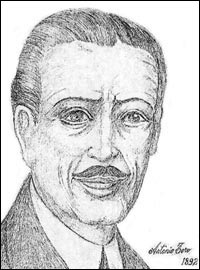
Antonio Toro.

El Ferrocarril Buenos Aires al Pacífico tuvo su nacimiento en un contrato que firmaron los hermanos Juan Eduardo y Mateo Clark con el Estado el 26 de enero de 1874 por el cual construyeron una vía férrea entre Villa Mercedes (Provincia de San Luis) y San Juan. El 10 de octubre de 1882 formaron la «Compañía Ferrocarril Buenos Aires al Pacífico» para explotar la concesión desde Villa Mercedes hasta el pueblo de Mercedes en la provincia de Buenos Aires. En fecha 6 de julio de 1886 comenzaron los trabajos para unir el pueblo de Mercedes con Buenos Aires en una extensión de 107 kilómetros y el 24 de septiembre de ese año fue transferida la anterior compañía a la definitiva «Buenos Aires al Pacífico» (B.A.P.)
La primera estación de esta línea sería la de Palermo, distribuyéndose hasta su terminal solo cinco estaciones: Caseros, Muñiz, Pilar, Cortines y Agote. La apertura del servicio al público fue el 25 de marzo de 1888, tardando en recorrerlo totalmente tres horas y tres minutos. Hasta Pilar, el viaje se hizo en 1 hora 28 minutos.
Cabe aclarar que Palermo fue la terminal de la línea hasta que en el año 1909 se trasladó a la actual estación Retiro, siendo emplazada la misma sobre el viaducto donde hoy se encuentra. La vieja parada estaba ubicada en lo que hoy es la playa de cargas. 
La construcción de la estación en nuestro pueblo fue permitida por Resolución del Ministerio de Obras Públicas de la Nación del día 17 de junio de 1901, siendo autorizados los planos para el «kilómetro 44,071 de la línea» en fecha 27 de septiembre de 1901. 
Por Resolución del Ministerio de Obras Públicas de la Nación del día 9 de octubre de 1901, se fijó el nombre de «Presidente Derqui» a la nueva estación, en honor al presidente de la Nación Argentina entre 1860 y 1862. La apertura provisoria para el servicio de pasajeros fue dada por Resolución del Ministerio de Obras Públicas de la Nación del día 29 de noviembre de 1901, siendo librada al servicio definitivo a partir del 1 de enero de 1902 por resolución de fecha 31 de diciembre de 1901.
Como dato curioso y según relata Enrique Udaondo, existió otra estación ferroviaria bautizada con el apellido de Derqui. Fue en la Provincia de Corrientes, siendo denominada «Manuel Derqui», la que hacia referencia a quién fuera gobernador de aquella provincia.

## Información Local
El patrono de Presidente Derqui es San Antonio de Padua, motivo por el cual, en su honor, cada 13 de junio la comunidad organiza actividades parroquiales y culturales, y espectáculos varios, tales como la elección de la Reina del lugar.
El Club de Ciencias, Actividades Aeorespaciales y Aeromodelismo «Pte. Santiago Derqui» Allí, se realizan diversas actividades y talleres abiertos a la comunidad.
Entre sus habitantes se la suele llamar La ciudad luz.
Club de Ciencias, Actividades Aeroespaciales y Aeromodelismo "Presidente Santiago Derqui" www.ccpd.com.ar - fundado por los hermanos Daniel Orellano y Osvaldo Orellano en la década 1960 - sobre las bases sugeridas por el Físico matemático Uruguayo-Argentino Félix Cernuschi su obra "La Ciencia en la Educación Intelectual" edit. 1945 - Creación de Clubs de Ciencias y Manual para el Fomento de las Actividades Científicas y Tecnológicas Juveniles - ONU UNESCO para América Latina y el Caribe 1984.-

## Parroquias de la Iglesia católica en Presidente Derqui
| Diócesis  | Zárate-Campana       |
| --------- | -------------------- |
| Parroquia | San Antonio de Padua |